# Aglaenita dubia
Aglaenita dubia är en insektsart som beskrevs av Chiamolera och Rodney Ramiro Cavichioli 2003. Aglaenita dubia ingår i släktet Aglaenita och familjen dvärgstritar. Inga underarter finns listade i Catalogue of Life.